# 利亞利亞瓦山 (阿亞庫喬大區)
13°39′09″S 74°28′59″W / 13.65250°S 74.48306°W
利亞利亞瓦山（Llallawi），是秘魯的山峰，位於該國中南部阿亞庫喬大區，由薩爾瓦區和比爾坎喬斯區負責管轄，屬於安地斯山脈的一部分，海拔高度4,600米。